# Кейикте
Кейи́кте (также Кэйиктэ, в верховьях — Кюсют-Юряге) — река в Олёкминском и Верхневилюйском районах Якутии (Россия), левый приток Наманы. Длина реки составляет 276 км, площадь водосборного бассейна — 3650 км². 
Исток реки находится в северной части Приленского плато, на высоте более 231 м над уровнем моря. В верховьях и в среднем течении течёт преимущественно на юг, протекая по территории ресурсного резервата Тобуйа. После впадения реки Маран пересекает границу Верхневилюйского и Олёкминского районов Якутии и поворачивает на запад. В основном протекает по лиственничной холмистой тайге. Река в средднем и нижнем течении активно меандрирует. В низовьях по правому берегу тянутся тукуланы, встречается большое число пойменных озёр и стариц. Берега часто обрывистые. Населённых пунктов на реке нет. Впадает в Наману в 231 км от его устья по левому берегу, на высоте 184 м над уровнем моря. Ширина в нижнем течении — 25-40 м при глубине 0,3-1,5 м; скорость течения в низовьях — 0,5 м/с. Кейикте замерзает с середины октября до начала мая. Питание в основном дождевое и снеговое.

## Основные притоки
Указаны поименованные притоки длиной 30 км и более.
| Название | Расстояние от устья | Длина | Положение |
| -------- | ------------------- | ----- | --------- |
| Эселях   | 60                  | 39    | правый    |
| Етёхтёх  | 120                 | 32    | левый     |
| Маран    | 129                 | 45    | левый     |
| Харыя    | 171                 | 34    | левый     |
| Тисик    | 189                 | 39    | левый     |

## Данные водного реестра
По данным государственного водного реестра России и геоинформационной системы водохозяйственного районирования территории РФ, подготовленной Федеральным агентством водных ресурсов:
- Бассейновый округ — Ленский
- Речной бассейн — Лена
- Речной подбассейн — Лена между впадением Олёкмы и Алдана
- Водохозяйственный участок — Лена от устья Олёкмы до водомерного поста Покровска
- Код водного объекта — 18030500112117200028255